# Kreuzkirche (Berlin-Schmargendorf)
Die Evangelische Kreuzkirche am Hohenzollerndamm 130 im Berliner Ortsteil Schmargendorf, einer der raren expressionistischen Sakralbauten, wurde in den Jahren von 1927 bis 1929 nach den Entwürfen von Ernst Paulus und seinem Sohn Günther Paulus erbaut. Nach der Grundsteinlegung am 4. Dezember 1927 konnte sie am 15. Dezember 1929 eingeweiht werden, und Schmargendorf erhielt neben der alten – inzwischen zu klein gewordenen – Dorfkirche seine zweite evangelische Kirche. Der Gebäudekomplex steht unter Denkmalschutz.

## Geschichte
Bereits 1910 wurde für den Neubau einer Kirche auf dem Grundstück ein beschränkter Architektenwettbewerb ausgeschrieben, den Ernst Paulus und sein damaliger Partner Olaf Lilloe gewannen. Infolge des Ersten Weltkriegs konnte zunächst nicht gebaut werden. 
Mitte der 1920er Jahre erreichte der seit 1915 in Schmargendorf wirkende Pfarrer Hugo Nehmiz eine Wiederaufnahme des Projektes, weil in unmittelbarer Nachbarschaft die katholische Salvator-Kirche gebaut werden sollte. Das Vorkriegsprojekt von Paulus und Lilloe galt wegen der gewachsenen außergottesdienstlichen Bedürfnisse nicht mehr als zeitgemäß. Ernst Paulus und sein Sohn Günther, Lilloe war inzwischen ausgeschieden, stellten im Mai 1927 einen überarbeiteten Entwurf vor, der zur Ausführung kam. Rund zwei Jahre nach Baubeginn wurde das neue Gotteshaus in Berlin-Schmargendorf geweiht. Der deutsche Kunstkritiker und Journalist Max Osborn beurteilte 1929 die Kirche  „als ein wohlgelungenes Werk“, das „von den architektonischen Vorstellungen der Gegenwart Zeugnis ablegt“.
Nach Ende des Zweiten Weltkriegs war der Kirchraum wegen erheblicher Schäden an Dach und Fenstern nicht zu benutzen. Der größte Teil der Originalverglasung war zerstört. Reste davon sind in der Brauthalle, im Kreuzgang und besonders im Altarraum zu sehen. Als die Arbeiten für die Wiederinstandsetzung der Kirche 1953 weitgehend abgeschlossen waren, konnte die Kirche mit neuen Fenstern von Willy Rakutis der Kirchengemeinde wieder zur Gottesdienst-Nutzung übergeben werden.
Im Jahr 1984 musste die inzwischen denkmalgeschützte Kreuzkirche aus Sicherheitsgründen für zwei Jahre geschlossen werden. Kuppel, Apsis, Dach und Dachstuhl wiesen Risse auf, die Bausubstanz war bedroht und das Gebäude musste gründlich saniert werden. Im Anschluss an diese Arbeiten wurde der Innenraum in Zusammenarbeit mit dem Landeskonservator umgestaltet, mit dem Ziel, die ursprünglich expressionistische Konzeption von 1927 so weit wie möglich wiederherzustellen.
Die Evangelische Kirchengemeinde Schmargendorf ist heute eine von 17 Gemeinden im Kirchenkreis Charlottenburg-Wilmersdorf, der zum Sprengel Berlin der Evangelischen Kirche Berlin-Brandenburg-schlesische Oberlausitz gehört.

## Architektur
Der an den Hohenzollerndamm – „gleichsam als Abwehr gegen das weltliche Treiben“ (Paulus) – gestellte Turm mit seinen drei Turmspitzen, „der pagodenhaft, ostasiatisch anmutende Portalvorbau mit seiner blauglasierten Keramik (die nebst Säulenfiguren von dem Bildhauer Felix Kupsch stammt), die kunstvoll und handwerklich meisterhaft gedrehten Säulen aus hartgebrannten Klinkern, das Mauerwerk mit seinem lebhaften Farben- und Flächenspiel, für dessen Herstellung, wie berichtet wird, zweieinhalb Millionen Steine vermauert wurden“ – das sind die Merkmale, die der Kreuzkirche ihr unverwechselbares Gepräge geben.
„Es ist hier der Versuch gemacht worden […], ein Bauwerk zu schaffen, das vielleicht ein Schritt vorwärts im protestantischen Kirchenbau sein mag“, schrieben 1930 Ernst und Günther Paulus, die beiden Architekten der Kreuzkirche.
Es sei an der Zeit – so die Architekten – sich darauf zu besinnen, dass der Grundriss die größtmögliche Anpassung an eine protestantische Rednerkirche sein muss. „Nur durch eine geeignete Grundrissform wird die früher nicht immer durchgeführte Forderung, jedem Platz gute Sicht zu geben, erfüllt. Es muss eben die protestantische Kirche einen Hörgrundriss erhalten“. Und sie formulierten das Programm: „Eine Kirche für 1000 Plätze und Gemeindesaal mit Bühne und Teeküche für 600 Plätze, ein Pfarrhaus, zwei Konfirmandensäle, eine Kirchdienerwohnung und Küsterei.“
Die Gestalt der Kirche ist als wuchtender Massivbau gedacht, ein mit Oldenburger Eisenklinkern verblendeter Ziegelrohbau. Die gesamte Baustatik wird jedoch einem Stahl- und Betonskelett überlassen. Stilistisch wird sie der Schumacher- und Höger-Ära zugeordnet.
Das Bauwerk besteht aus drei einzelnen Baukörpern, die sich unmittelbar aneinanderreihen. An den Glockenturm schließt sich an der Forckenbeckstraße ein Kreuzgang an, der am Zentralbau endet. Am Hohenzollerndamm ist der Turm stumpfwinklig mit der eingeschossigen Küsterei verbunden, die sich in dem zweigeschossigen Pfarrhaus fortsetzt.

### Kirchengebäude

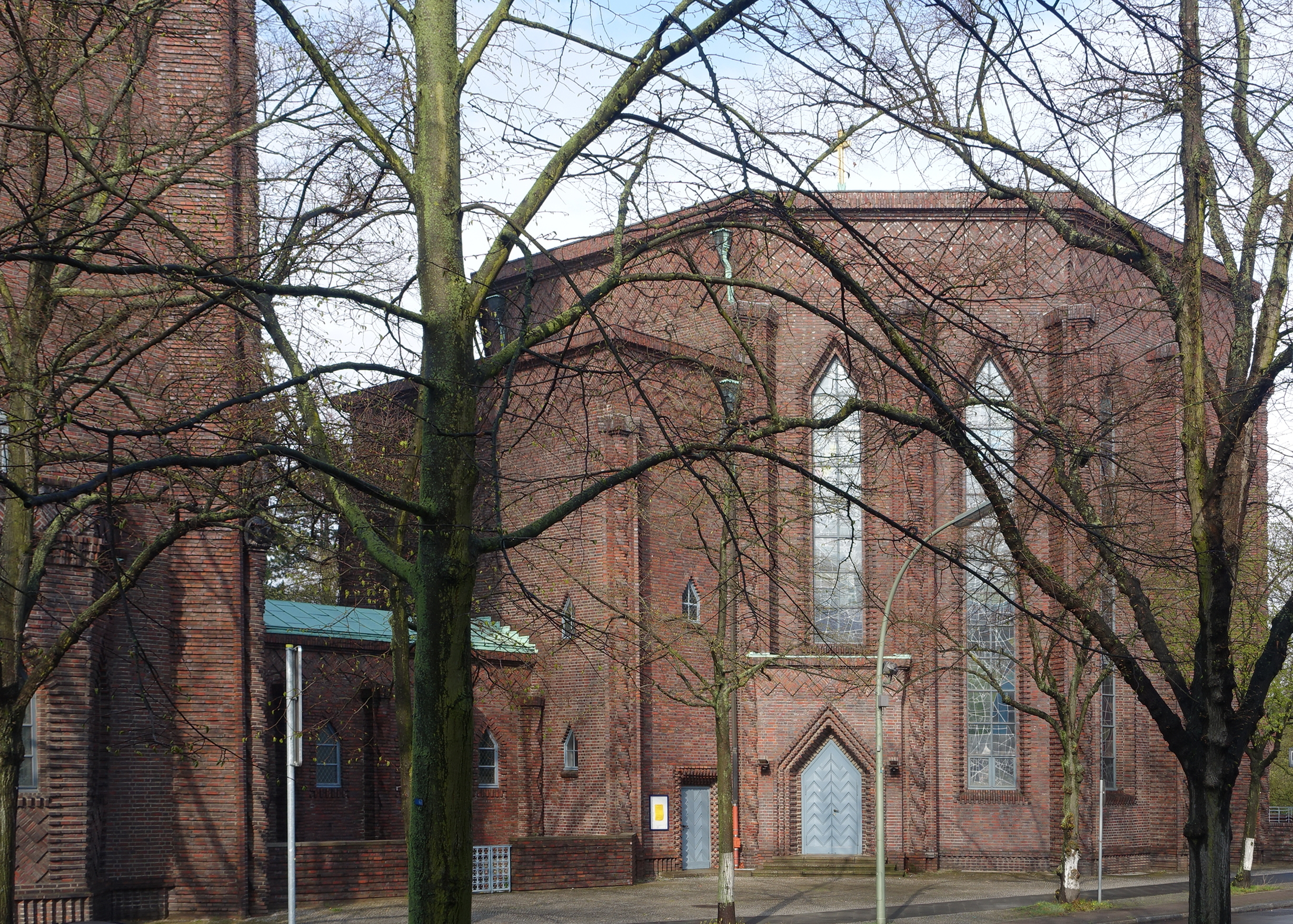
Kirchenschiff

Der Zentralbau hat einen achtseitigen Grundriss mit querrechteckigen Anbauten für die Orgelempore im Westen und den Altarraum im Osten. Die Längsachse beträgt rund 19 Meter, die Querachse rund 24 Meter und die lichte Höhe rund 20 Meter.
Der Kirchraum ist durch eine achtseitige sich frei spannende Kuppel aus Ziegelmauerwerk überspannt. Die hölzernen Fachwerkträger unter dem flachen Zeltdach liegen auf einem Ringanker aus Stahl, der den Gewölbeschub auf die Strebepfeiler überträgt. Zwischen den Strebepfeilern liegen hohe, spitz ins Dreieck zulaufende Fenster.
Der Fußboden im Zentralraum, in dem das Gestühl aufgebaut ist, fällt zur Apsis hin ab. Optimale Sichtverhältnisse zum Altar werden dadurch erreicht, dass er auf einer Estrade steht.
Unter dem Zentralraum befindet sich der große Gemeindesaal.

### Kirchturm

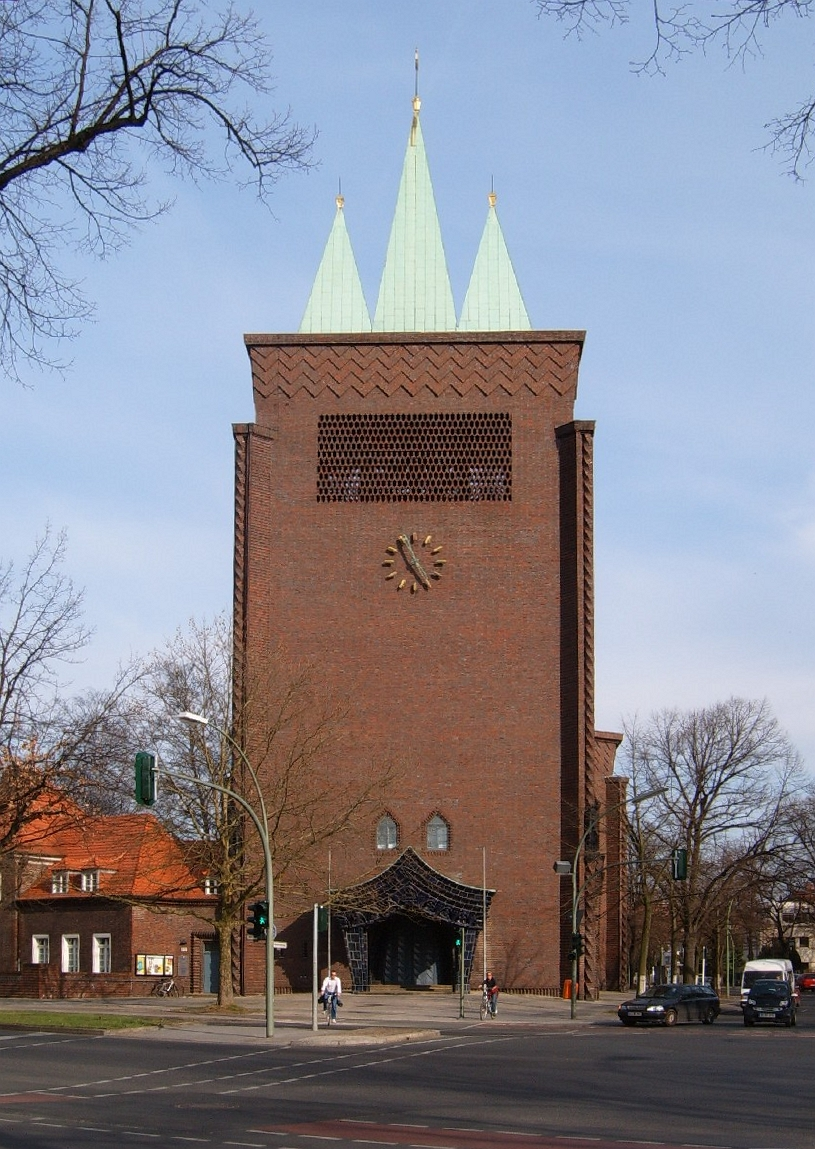
Turm

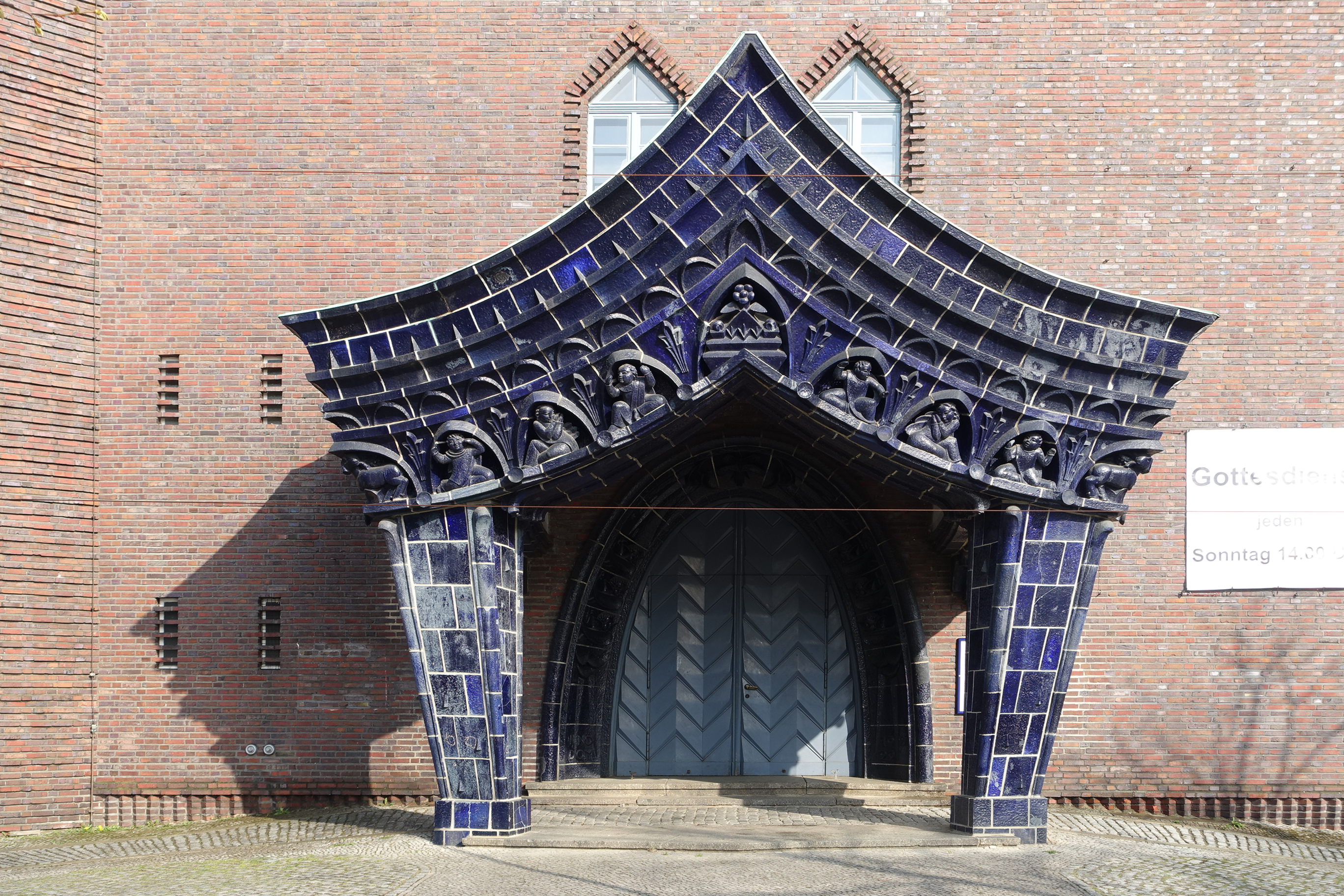
Portal mit Baldachin

An der Straßenecke steht der schräg gestellte Kirchturm, den drei spitze, kupferbedeckte Pyramidenhelme krönen. Er ist 54 Meter hoch und 16 Meter breit. Die Architekten greifen mit dem kastenförmigen Querbau auf das mittelalterliche Westwerk zurück. Optisch verstärkt wird der massive Gebäudetrakt, der den Kern des Gebäudekomplexes bildet, durch Strebepfeiler an den Ecken. Davor befinden sich schraubenförmige Ziegelsäulen, die von Plastiken unterbrochen sind. Oberhalb der Strebepfeiler sind die Wände bis zur Dachtraufe ausgestellt und mit typisch expressionistischen Zickzackfriesen versehen. Das offene Portal besteht aus einem Baldachin, der an die Dachform einer Pagode erinnert.
Unterhalb der Glockenkammer gibt es das alte, nicht mehr in Betrieb befindliche, Uhrwerk und darunter sind Gemeinderäume, eine Wohnung und auf Straßenniveau die sogenannte Brauthalle. Unter der Brauthalle ist das Café Tower zu finden, in dem der Grundstein zu sehen ist. Es dient als Treffpunkt für Jugendliche aus dem Kiez. Hier finden unter der Verantwortung der Kirchengemeinde auch Rockkonzerte und andere musikalische Veranstaltungen statt.

### Glocken
Ein halbes Jahr vor Beendigung des Kirchbaus wurden vier Eisenhartgussglocken im Turm aufgezogen, die 1928 von Schilling & Lattermann (Apolda und Morgenröthe-Rautenkranz) gegossen wurden. Die Schlagtöne ergeben einen As-Dur-Akkord bzw. das „Salve Regina“-Motiv auf as°.
| Glocke | Schlagton | Masse (kg) | Durchmesser (cm) | Höhe (cm) | Krone (cm) | Inschrift                                       |
| ------ | --------- | ---------- | ---------------- | --------- | ---------- | ----------------------------------------------- |
| 1      | as°       | 6700       | 245              | 190       | –          | + SELIG SIND DIE TOTEN +                        |
| 2      | c′        | 2500       | 180              | 142       | 38         | + ERHEBET + EURE + HERZEN +                     |
| 3      | es′       | 1650       | 150              | 119       | –          | + HERR + ERBARME + DICH +                       |
| 4      | f′        | 1150       | 134              | 107       | –          | + ALLEIN + GOTT + IN + DER + HÖH + SEI + EHR! + |

Die große Glocke löste sich am 6. Mai 2008 während einer Trauerfeier aus ihrer Verankerung und stürzte ab. Ein Stahlträger im Turm hielt den tonnenschweren Klangkörper auf, sodass ein Durchbrechen der Glocke in die im Erdgeschoss des Turms befindliche Brauthalle, in der die Trauerfeier stattfand, ausblieb. An der Glocke entstanden Schrammen und durch das Aufschlagen auf den Stahlträger ein großer Materialausbruch an der Schärfe, jedoch keine Risse und Änderungen des Klanges.
Während einer etwa zwei Jahre dauernden Planungs- und Bauzeit wurde ein neuer, hölzerner Glockenstuhl unter Verwendung der erhaltenen Glocken errichtet. Die alten gekröpften Stahljoche wurden durch gerade Holzjoche, um die ursprünglich angesetzte Gebrauchsdauer der Glocken von 80 Jahren überschreiten zu können, ersetzt. Die dadurch geänderte Geometrie der Aufhängung erforderte allerdings dann den Einbau neuer Klöppel. Das Geläut erklang erstmals wieder nach neun Jahren zu den Gottesdiensten am 24. Dezember 2017.

## Ausstattung

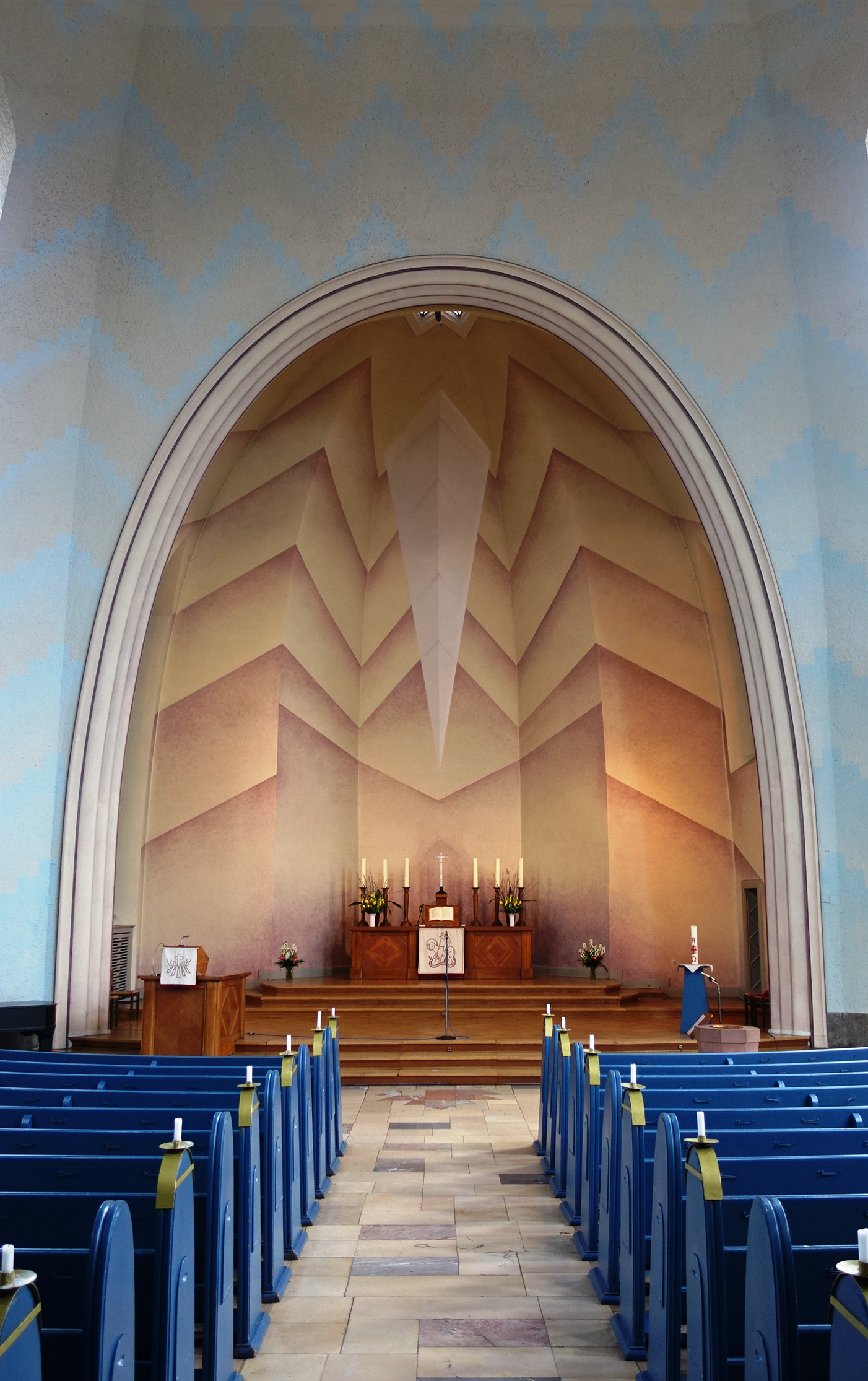
Kirchraum

Der Kirchensaal selbst besteht aus einem achteckigen Raum ohne Umgang. Die modernen Fenster und die wiederhergestellte Wandbemalung, ein gelb-türkis-farbenes Zackenmuster, werden von den Grundfarben Violett, Blau und Türkis beherrscht. Die frühere Bemalung der Kirche stammte von Erich Wolde. Sie entsprach den Farben des Regenbogens: die Brauthalle in gelber Farbgestaltung, der Kreuzgang in Rot, der Kirchraum in Grün, die Bänke in Blau – heute der einzig originale Farbton – und der Altarraum in Violett.

### Altar, Kanzel, Fenster, Ausmalung
Ein fünf Meter hohes Kreuz aus Meißner Porzellan gab der Kreuzkirche ihren Namen. Dieses Kreuz, das ehemals – vor der Zerstörung der Kirche durch die alliierten Luftangriffe des Zweiten Weltkriegs – den Altar schmückte, war das größte Kreuz, das bis dahin je in Meißen gebrannt worden war. Kreuz, Altar, Mittelkanzel und Taufstein stammten von dem künstlerischen Berater der Staatlichen Porzellanmanufaktur Meißen (und bedeutenden künstlerischen Mitarbeiter der Königlichen Porzellan-Manufaktur Berlin) Max Esser. Bei der Wiedereinweihung des Gotteshauses erhielt es einen hölzernen Altartisch mit einem versilberten Kruzifix und sechs gedrechselten Kerzenleuchtern.
Die vier Evangelisten-Symbole (ebenfalls von Max Esser) waren nach den Vorbildern Donatellos aus der Chiesa del Santo in Padua aus Bronze hergestellt. Die Glasfenster wurden den Originalen aus der Stiftskirche St. Viktor zu Xanten nachgebildet.

### Orgel

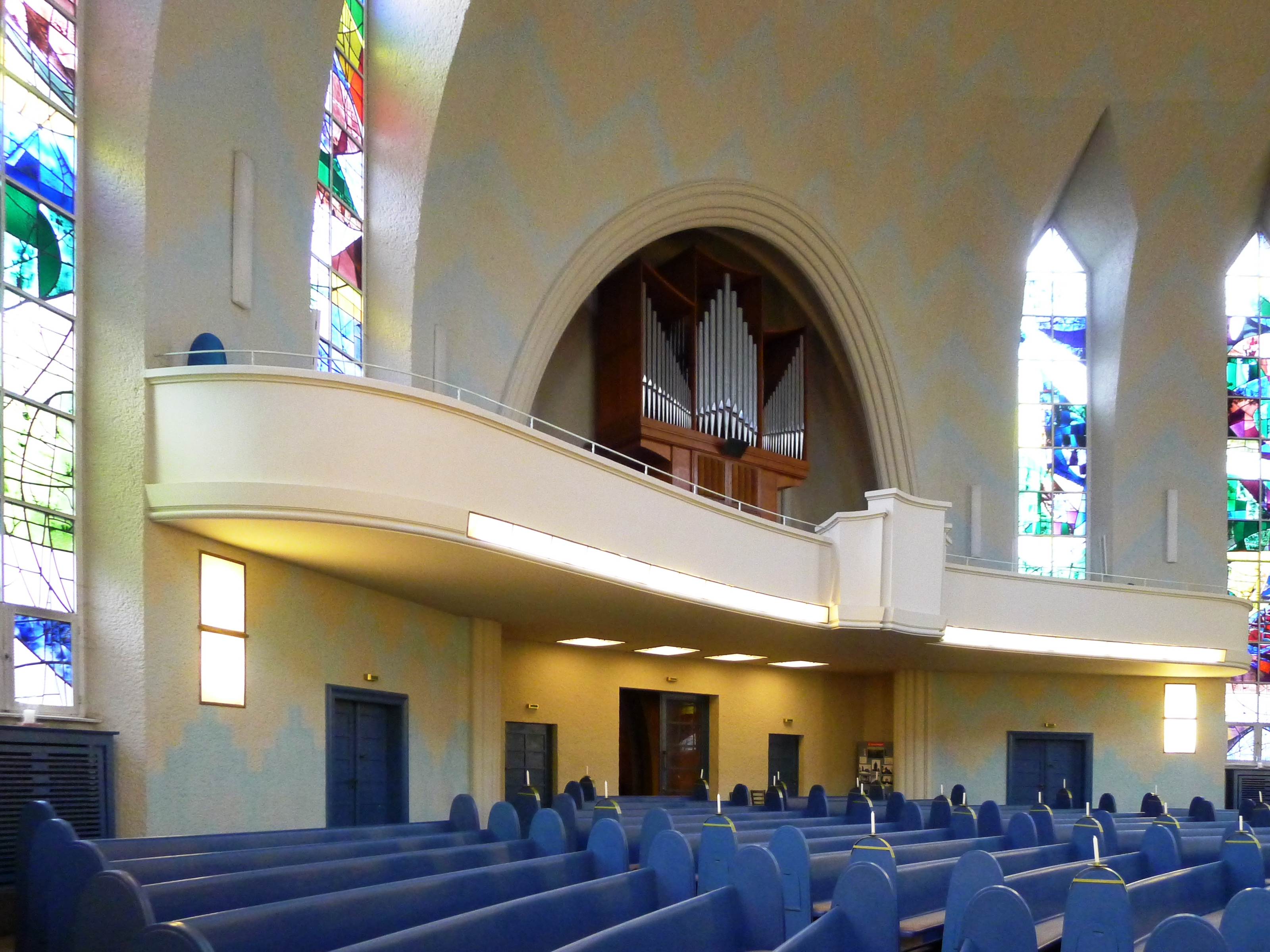
Orgelempore

In der Kirche befand sich ursprünglich eine Orgel mit 41 Registern von 1929 der Firma Steinmeyer, die im Krieg beschädigt wurde.
In ganzer Breite wurde über dem Eingang eine Empore eingebaut, auf der sich die modern gehaltene Orgel aus dem Jahr 1957 von Karl Schuke mit zwei Manualen, Pedal und 17 Registern auf rein mechanischen Schleifladen befindet. Sie hat folgende Disposition:
| I Hauptwerk C–g3 |                 |    |
| 1.               | Principal       | 8′ |
| 2.               | Spillflöte      | 8′ |
| 3.               | Oktave          | 4′ |
| 4.               | Blockflöte      | 2′ |
| 5.               | Sesquialtera II |    |
| 6.               | Mixtur IV–VI    |    |
| 7.               | Trompete        | 8′ |

| II Oberwerk C–g3 |             |    |
| 08.              | Holzgedackt | 8′ |
| 09.              | Rohrflöte   | 4′ |
| 10.              | Principal   | 2′ |
| 11.              | Tertian II  |    |
| 12.              | Cymbel III  |    |
| 13.              | Vox Humana  | 8′ |
|                  | Tremulant   |    |

| Pedal C–f1 |           |     |
| 14.        | Subbass   | 16′ |
| 15.        | Bassflöte | 08′ |
| 16.        | Fagott    | 16′ |
| 17.        | Schalmei  | 04′ |

- Koppeln: II/I, I/P, II/P

### Brauthalle
Gleich hinter dem Eingangsportal ist eine in gelben Farben gehaltene Brauthalle angeordnet, von der ein rötlich gestalteter Kreuzgang in den Kirchensaal mündet.